# Баранов Анатолій Іванович
Баранов Анатолій Іванович — ліквідатор наслідків аварії на Чорнобильскій АЕС.

## Життєпис
Народився у 1953 році, у с. Нова Маячка. З 1978 року працював черговим електромонтером на Чорнобильській АЕС. Також, працював майстером з ремонту аккумуляторних батарей, старшим черговим електромонтером електричного цеху. У 1982 році закінчів Київський політехнічний інститут за спеціальністю інженера-електрика. 
Під час аварії, виконуючи свої службові обов'язки, зміг перевести турбогенератори 3-го та 4-го блоку з водню на азот. Своїми діями запобіг розповсюдженню вогню у машинному залі. Також, зі своїми товаришами-співробітниками, зміг стабілізувати аварійну ситуацію на приборах, тим самим не давши вогню перекинутись на інший енергоблок. 
Помер 20 травня 1986 року у Московській клінічній лікарні №6 від променевої хвороби.